# Vrede van Leoben
De Vrede van Leoben, ook bekend als het Verdrag van Leoben, was een voorlopig vredesverdrag dat de Franse generaal Napoleon Bonaparte op 17 april 1797 tekende met Oostenrijk.
Het vredesverdrag werd getekend in de Oostenrijkse stad Leoben, nadat Franse troepen onder bevel van Bonaparte de Oostenrijkers uit Italië hadden verdreven en vervolgens Oostenrijk zelf waren binnengevallen.
Het voorlopig verdrag bevatte veel geheime clausules, waarbij Oostenrijk onder andere de Zuidelijke Nederlanden en Lombardije afstond aan de Eerste Franse Republiek en haar vazalstaten. De Zuidelijke Nederlanden waren al in 1795 ingelijfd bij Frankrijk, maar in dit verdrag erkende Oostenrijk dit formeel.
Ter compensatie zou Oostenrijk de Venetische gebieden Veneto, Istrië en Dalmatië krijgen. Hierbij verdween de negen eeuwen oude Republiek Venetië, die werd opgedeeld tussen Frankrijk en Oostenrijk.
De bepalingen van het verdrag werden bevestigd in het uiteindelijke vredesverdrag, de Vrede van Campo Formio, dat op 17 oktober 1797 werd getekend en de Eerste Coalitieoorlog tegen Frankrijk formeel beëindigde.